# 空手道 高見空手
日本空手道 高見空手（にっぽんからてどう たかみからて）は、大山倍達の命により設立された極真会館 愛媛県支部 高見道場を前身として、極真会館（松井派）より独立したフルコンタクト系の空手団体である。

## 概説
同団体は、総師：高見成昭、最高師範：高見彰の体制下、松山市の本部道場を拠点として愛媛県全域に支部道場を展開している空手団体。会員数は1,000名を越える。
前身は、1979年、大山倍達の直々の命により高見成昭が設立した極真会館 愛媛県南豫支部（後の愛媛県支部）である。
同団体の特徴は、大山倍達に師事した高見成昭と古参師範、内弟子として東京城東支部の郷田勇三とUSA大山空手の大山泰彦に師事した高見彰、東京総本部／他支部から転籍した師範の3系列の技術体系が融合していることである。
中でも特筆すべきは通常稽古と極真の試合ルールに則した稽古のみならず、引っ掛けや崩し技／投げ技、護身術／Self-Defense、伝統的な武器術（トンファ、サイ、ヌンチャク）、棒術、剣術など武芸を稽古するクラスもあり、総合的に日本武道が修得できることである。
これは大山泰彦に師事し、グローブマッチなど他流派の大会にも参戦してきた高見彰による影響が大きいと思われる。

## 来歴
- 1979年 - 高見成昭が大山倍達の命により、極真会館 愛媛県南豫支部（後の愛媛県支部）を設立。
- 1983年 - 西日本初のフルコンタクト空手大会、「第1回オープントーナメント全四国空手道選手権大会」（旧・愛媛県武道館）を開催。
- 2013年 - 12月末に高見成昭と高見彰の極真会館（松井派）辞任に伴い、愛媛県支部 高見道場も極真会館（松井派）より分離独立。
- 2014年 - 元旦、空手道 高見空手が発足。同年7月27日、「第1回 高見空手 愛媛県空手道選手権大会」(於：愛媛県武道館)　を開催。

## 道場訓
一に曰く、

　惻隠の心は仁の端なり 拳魂歌心を宗とせよ

二に曰く、

　廉恥の心は義の端なり 信義誠実を宗とせよ

三に曰く、

　辞譲の心は禮の端なり 礼譲親和を宗とせよ

四に曰く、

　是非の心は智の端なり 勉励修養を宗とせよ

五に曰く、

　武道の心は徳の端なり 日々鍛練を宗とせよ
※道場訓は、高見彰の監修により孟子の四端説と王陽明の事上練磨をベースに、大山倍達の著書「極真の精神」の意思を受け継ぐよう構成されている。

## 師範一覧
- 岡鼻　章（首席師範／南郡道場）
- 金澤　貴（南郡道場）
- 石川考雄（本部道場）
- 平松伸彦（森松道場）
- 秋山伸之（大三島道場）
- 伊藤正昭（東温道場）
- 岡本正司（鬼北道場・野村道場）
- 眞田一治（下波道場）
- 篠原慎吾（川之江道場）
- 高橋恵二（大三島道場）
- 中里真也（住吉道場・宇和道場・大洲道場）
- 南條整治（今治道場）
- 平松廣子（森松道場／女子部）
- 丸山哲也（大西道場）